# Gianni Guigou
Gianni Bismarck Guigou Martínez (ur. 22 lutego 1975 w Nueva Palmira) – piłkarz urugwajski grający na pozycji prawoskrzydłowego. Posiada także obywatelstwo francuskie.

## Kariera klubowa
Guigou jest wychowankiem klubu Club Nacional de Football wywodzącego się ze stolicy kraju, Montevideo. W 1996 roku zadebiutował w rozgrywkach Primera División i w pierwszym sezonie, pomimo faktu, że był rezerwowym, wywalczył mistrzostwo fazy Clausura. W pierwszym składzie Nacionalu zaczął grać jednak dopiero w 1998 roku i wtedy to walnie przyczynił się do wywalczenia mistrzostwa Urugwaju (Nacional wygrał zarówno fazę Apertura jak i Clausura). W 1999 roku Guigou wraz z kolegami klubowymi znów wygrał fazę Apertura, a w 2000 roku swoje drugie mistrzostwo kraju.
Latem 2000 Gianni wyjechał do Półwysep Apeniński, a jego pierwszym włoskim klubem była AS Roma. W Serie A zadebiutował 1 października 2000 roku w wygranym 2:0 spotkaniu z Bologną. W Romie Guigou na ogół był rezerwowym, ale już w sezonie 2000/2001 wywalczył swój pierwszy i jak dotąd jedyny tytuł mistrza Włoch. W mistrzowskim sezonie rozegrał 15 meczów, ale nie zdobył bramki. W 2002 roku zdobył Superpuchar Włoch, a także został wicemistrzem kraju. Latem 2003 odszedł z zespołu "giallorossich" i trafił do Sieny. Tam spędził jeden sezon, a równa forma spowodowała, że po sezonie został piłkarzem Fiorentiny. Na skutek dużej konkurencji w składzi Guigou rozegrał zaledwie 6 meczów przez 1,5 roku i w styczniu 2006 odszedł do Treviso FC, z którym latem spadł do Serie B. Obecnie nadal gra w tym klubie.
| Sezon   | Klub                      | Kraj    | Rozgrywki        | Mecze | Bramki |
| ------- | ------------------------- | ------- | ---------------- | ----- | ------ |
| 1996    | Club Nacional de Football | Urugwaj | Primera División | 6     | 0      |
| 1997    | Club Nacional de Football | Urugwaj | Primera División | 1     | 0      |
| 1998    | Club Nacional de Football | Urugwaj | Primera División | 21    | 2      |
| 1999    | Club Nacional de Football | Urugwaj | Primera División | 20    | 0      |
| 2000    | Club Nacional de Football | Urugwaj | Primera División | 8     | 2      |
| 2000/01 | AS Roma                   | Włochy  | Serie A          | 15    | 0      |
| 2001/02 | AS Roma                   | Włochy  | Serie A          | 7     | 0      |
| 2002/03 | AS Roma                   | Włochy  | Serie A          | 14    | 1      |
| 2003/04 | Siena                     | Włochy  | Serie A          | 32    | 1      |
| 2004/05 | AC Fiorentina             | Włochy  | Serie A          | 2     | 0      |
| 2005/06 | AC Fiorentina             | Włochy  | Serie A          | 4     | 0      |
| 2005/06 | Treviso FC                | Włochy  | Serie A          | 13    | 0      |
| 2006/07 | Treviso FC                | Włochy  | Serie B          | 31    | 1      |
| 2007/08 | Treviso FC                | Włochy  | Serie B          | 18    | 0      |
| 2008/09 | Treviso FC                | Włochy  | Serie B          | 20    | 1      |
| 2009/10 | Club Nacional de Football | Urugwaj | Primera División | 14    | 0      |

## Kariera reprezentacyjna
W reprezentacji Urugwaju Guigou zadebiutował 1 lipca 1999 roku w przegranym 0:1 meczu z Kolumbią rozegranym w ramach Copa América 1999. Na tym turnieju był podstawowym zawodnikiem kadry narodowej i dotarł do finału, w którym Urugwajczycy ulegli 0:3 Brazylii. W 2002 roku został powołany przez selekcjonera Víctora Púę do kadry na Mistrzostwa Świata 2002. Tam zagrał we dwóch spotkaniach: przegranym 1:2 z Danią i zremisowanym 0:0 z Francją. Ostatni mecz w kadrze zagrał w 2004 roku (Urugwaj przegrał 1:3 z Peru). W drużynie "Celestich" wystąpił 41 razy.